# Prem Singh
Prem Singh est un fermier et homme politique fidjien.

## Biographie
Après des études à l'École polytechnique de Wellington, en Nouvelle-Zélande, il est l'un des membres fondateurs aux Fidji de l'Association des producteurs de cane à sucre. Engagé dans le Parti de la fédération nationale (PFN), qui défend traditionnellement les intérêts des fermiers, il effectue trois mandats au conseil municipal de la ville de Nadi, dont il est maire-adjoint de 1999 à 2001. Il est le seul candidat du PFN à être élu député (représentant la ville de Nadi) aux élections législatives de 2001. Les autres partis participant au gouvernement, il est officiellement reconnu comme chef de l'opposition. En février 2002 le tribunal électoral invalide son élection. La Cour suprême indique que le tribunal s'est trompé, mais ne peut, en accord avec la loi électorale, casser le jugement erroné. Le premier ministre Laisenia Qarase regrette l'« injustice » dont le chef de l'opposition a ainsi été victime. 
En 2004, Prem Singh est nommé président du Comité de réconciliation nationale, qui se penche sur les événements du coup d'État de l'an 2000. À partir de 2007, il siège au conseil d'administration de la Chambre du commerce de Nadi.
Aux élections législatives de 2014, il retrouve un siège de député, pour le PFN. Le PFN s'intègre au bloc d'opposition officielle dirigé par Ro Teimumu Kepa (du Sodelpa), et Prem Singh est nommé ministre fantôme de la Gestion des catastrophes naturelles, dans le cabinet fantôme. Il se représente aux élections législatives de 2018, mais n'est pas réélu député.